# Terraria
Terraria is een sandboxspel dat werd ontwikkeld en uitgebracht door Re-Logic en voor het eerst verscheen op 16 augustus 2012. Het computerspel is uitgekomen voor Windows, iOS, PlayStation 3, Xbox 360, Xbox One, PlayStation 4, 3DS, Windows Phone, Linux, OSX, PS Vita, de Wii U, de Nintendo Switch en Android, en is tevens beschikbaar via het online distributieplatform Steam.
Een versie voor de PlayStation 3 en de Xbox 360 is begin 2013 uitgekomen. Deze versie bevat extra inhoud in vergelijking met de pc-versie.

## Niet-speelbare personages
Tegelijk met de speler spawnt er een gids die de speler willekeurige tips geeft over het spel.
Naast de gids zijn er nog enkele andere niet-speelbare personages (NPC's) die bij de speler in het dorp kunnen komen wonen wanneer de speler een huis voor hen bouwt. Daarnaast moet de speler aan bepaalde prestaties hebben voldaan voordat er een NPC komt. Deze karakters kunnen de speler helpen, zoals de bommenman, een man die de speler explosieve dingen verkoopt zoals granaten en dynamiet. Een verpleegster die de speler zijn levenspunten herstelt tegen betaling of een koopman die met de speler goederen kan ruilen.

## Spelomgeving
De werelden of "maps" in Terraria worden willekeurig gegenereerd door middel van procedurele generatie. Er zijn wel een aantal biotopen die in elke map terugkomen. Elk van deze biotopen hebben hun eigen karakteristieken, vegetatie en wezens.

## Gevaren
Terraria bevat naast schatten ook bedreigingen voor de speler. Zo zijn er monsters die tijdens de nacht tevoorschijn komen en de speler aanvallen. Niet alleen 's nachts is er gevaar, ook diep onder de grond waar het donker is kunnen zich monsters verschuilen. Hier bevinden zich meerdere  biomen met vijanden in verschillende soorten en maten. Zo zijn er ondergrondse kerkers waarin de speler tegen levende skeletten en zombies moet vechten om bij speciale voorwerpen en wapens te geraken.

## Platforms
| Jaar | Platform                                                |
| ---- | ------------------------------------------------------- |
| 2011 | Windows                                                 |
| 2013 | Android, PS Vita, PlayStation 3, Xbox 360, iPad, iPhone |
| 2014 | PlayStation 4, XboxOne, Windows Phone                   |
| 2015 | New Nintendo 3DS, OS X, Linux                           |
| 2016 | Wii U                                                   |
| 2017 | Nintendo Switch                                         |

## Ontvangst
| Beoordeeld door          | Jaar | Platform | Score |
| ------------------------ | ---- | -------- | ----- |
| GameGavel.com            | 2011 | Windows  | 100%  |
| Game industry News (GiN) | 2011 | Windows  | 100%  |
| GameZebo                 | 2011 | iPhone   | 90%   |
| GameZebo                 | 2011 | iPad     | 90%   |
| GameZebo                 | 2011 | Android  | 90%   |
| GameTrailers             | 2011 | Windows  | 85%   |
| GameSpot                 | 2011 | Windows  | 85%   |
| 4Players.de              | 2013 | Xbox 360 | 83%   |
| CanardPC                 | 2011 | Windows  | 80%   |
| Legendra                 | 2012 | Windows  | 80%   |